# Simon Gasperlmair
Simon Gasperlmair (* 17. Dezember 1997) ist ein österreichischer Fußballspieler.

## Karriere
Gasperlmair begann seine Karriere beim FC Union Steinerkirchen. 2010 wechselte er zur Union Pettenbach. 2013 kehrte er zu Steinerkirchen zurück, wo er ab der Saison 2013/14 für die Kampfmannschaft in der siebtklassigen 1. Klasse zum Einsatz kam.
In der Winterpause der Saison 2014/15 wechselte er zum sechstklassigen SK Strobl. Nach einem halben Jahr bei Strobl kehrte er zur Saison 2015/16 nach Oberösterreich zurück und schloss sich dem fünftklassigen SK Bad Wimsbach 1933 an.
Im Jänner 2016 wechselte er Gasperlmair zum viertklassigen SV Gmunden. Sein Debüt in der OÖ Liga gab er im März 2016, als er am 16. Spieltag der Saison 2015/16 gegen die SU St. Martin in der Startelf stand. Seinen ersten Treffer in der vierthöchsten Spielklasse erzielte er bei einer 3:1-Niederlage gegen die DSG Union Perg im Mai 2016.
Zur Saison 2017/18 schloss er sich dem Regionalligisten SK Vorwärts Steyr an. Sein erstes Spiel für Steyr in der Regionalliga machte er im Juli 2017, als er am ersten Spieltag jener Saison gegen die Union St. Florian in der Startelf stand und in der 69. Minute durch Stefan Gotthartsleitner ersetzt wurde. Zu Saisonende stieg er mit Steyr in die 2. Liga auf.
Sein Debüt in der zweithöchsten Spielklasse gab er im Juli 2018, als er am ersten Spieltag der Saison 2018/19 gegen die SV Ried in der Startelf stand und in der 63. Minute durch Stefan Gotthartsleitner ersetzt wurde. Zur Saison 2019/20 wechselte er zum Ligakonkurrenten FC Blau-Weiß Linz, bei dem er einen bis Juni 2021 laufenden Vertrag erhielt. In zwei Jahren in Linz absolvierte er 35 Zweitligapartien. Zur Saison 2021/22 wechselte er zum Regionalligisten WSC Hertha Wels. Für Hertha kam er zu 102 Regionalligaeinsätzen, ehe er mit dem Team 2025 als Meister in die 2. Liga aufstieg. Nach dem Aufstieg verließ er Wels.
Zur Saison 2025/26 wechselte er anschließend zu Regionalligist ASKÖ Oedt.